# Пласковщина
Пласко́вщина (укр. Пласківщина) — село,
Корсуновский сельский совет,
Лохвицкий район,
Полтавская область,
Украина.
Код КОАТУУ — 5322683404. Население по переписи 2001 года составляло 51 человек.

## Географическое положение
Село Пласковщина находится на левом берегу реки Бодаква, которая через 4 км впадает в реку Сула,
выше по течению на расстоянии в 4,5 км расположено село Забодаква,
на противоположном берегу — село Бодаква.
Рядом проходит железная дорога, станция Бодаква в 2-х км.

## История
- 1919 — дата основания как село Дубина.
- 1934 — переименовано в село Пласковщина.